# Post-exertionele malaise
Post-exertionele malaise (PEM) of inspanningsintolerantie is het verschijnsel waarbij vermoeidheid en gezondheidsklachten onevenredig toenemen na betrekkelijk geringe inspanning. PEM wordt vaak gezien bij patiënten met een post-infectieus syndroom zoals post-COVID, ME/CVS of Q-koortsvermoeidheidssyndroom.
De klachten kunnen acuut ontstaan of ontwikkelen zich 12-48 uur na lichamelijke, cognitieve en/of emotionele inspanning, en kunnen dagen tot weken aanhouden.

## Geschiedenis en terminologie
De term 'post-exertionele malaise' stamt uit het wetenschappelijk onderzoek naar ME/CVS en werd geïntroduceerd in de jaren '90 van de 20e eeuw. Sinds de Internationale Consensuscriteria uit 2011 wordt PEM beschouwd als een van de kenmerkende symptomen van ME/CVS.
In de ME/CVS-richtlijn uit 2021 van het Engelse National Institute for Health and Care Excellence (NICE) werd gesteld dat de term PEM achterhaald was, omdat deze de indruk kon wekken van slechts een "vaag ongemak", en werd post-exertionele symptoomverergering genoemd als alternatief. Niettemin besloot het NICE om 'PEM' te blijven gebruiken, omdat dit de meest bekende term was.

## Klachten/symptomen
Vaak voorkomende klachten die bij PEM verergeren zijn:
- (uitputtende) vermoeidheid
- spier- en gewrichtspijn
- geheugenproblemen
- overgevoeligheid voor licht en geluid
- hoofdpijn
- somberheid / prikkelbaarheid
- slaapproblemen

Hoewel bij PEM doorgaans een verergering van bestaande klachten wordt gezien, kunnen patiënten sommige klachten uitsluitend tijdens PEM ervaren. Patiënten beschrijven PEM vaak als een ‘crash’ of ‘terugval’.
Het verloop van een crash is zeer variabel. Symptomen beginnen doorgaans 12 tot 48 uur na de uitlokkende activiteit, maar kunnen onmiddellijk optreden of tot wel 7 dagen later. PEM duurt ‘meestal een dag of langer’, maar kan uren, dagen, weken of maanden duren. Het niveau van inspanning waarbij PEM optreedt, evenals de intensiteit van de symptomen van de PEM, kunnen een wisselend beloop hebben.

## Uitlokkende factoren
De verergering van de klachten treedt op na een relatief kleine inspanning, zoals traplopen, stofzuigen, douchen of andere activiteiten die voor de meeste mensen geen problemen opleveren.

## Epidemiologie
In een Amerikaans onderzoek uit 2023 bleken 79 van de 80 deelnemende post-COVID-patiënten PEM te ervaren. Een Nederlands onderzoek met een grotere patiëntengroep liet echter zien dat PEM voorkwam bij 40%-50% van de 955 mensen met post-COVID, namelijk bij 48% van de vrouwen en bij 41% van de mannen. Extreme vermoeidheid komt voor bij ongeveer 80% van de mensen met post-COVID die PEM hebben. 

## Behandeling
Er is geen curatieve behandeling beschikbaar voor PEM. Pacing, een strategie waarbij patiënten hun activiteiten zo plannen dat deze binnen hun grenzen blijven, kan helpen het optreden van PEM zoveel mogelijk te voorkomen. 